# 马朗萨克
马朗萨克（法語：Malansac，法語發音：[malɑ̃sak]）是法国莫尔比昂省的一个市镇，属于瓦讷区。

## 地理
马朗萨克（47°40'40"N, 2°17'41"W）面积36.18 平方千米，位于法国布列塔尼大區莫尔比昂省，该省份为法国西北部沿海省份，位于布列塔尼半岛南部，北起阿摩尔滨海省、西接菲尼斯泰尔省，南濒大西洋，东南接大西洋卢瓦尔省，东临伊勒-维莱讷省。
与马朗萨克接壤的市镇（或旧市镇、城区）包括：圣格拉韦、佩亚克、圣雅屈莱潘、卡当、利梅泽勒、凯斯唐贝尔、普吕埃尔兰、罗什福尔昂泰尔。

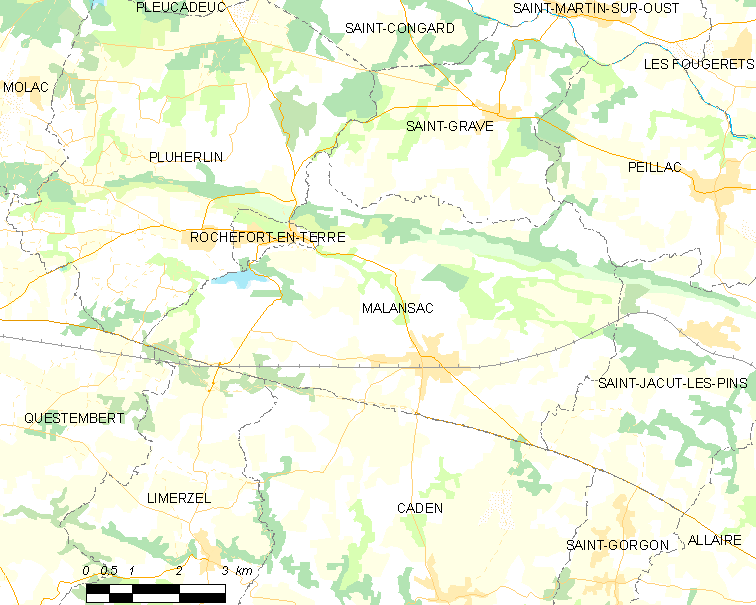
马朗萨克的OSM定位图

马朗萨克的时区为UTC+01:00、UTC+02:00（夏令时）。

## 行政
马朗萨克的邮政编码为56220，INSEE市镇编码为56123。

## 政治
马朗萨克所属的省级选区为凯斯唐贝尔县。

## 人口

1962-2008年间马朗萨克人口变化图示

马朗萨克于2022年1月1日时的人口数量为2292人。